# شقطس برازيلي
شقطس برازيلي (الاسم العلمي: Chactas braziliensis) هو نوع من العنكبوتيات يتبع جنس الشقطس من الفصيلة الشقطسية.